# Kayu Jati
Kayu Jati is een bestuurslaag in het regentschap Mandailing Natal van de provincie Noord-Sumatra, Indonesië. Kayu Jati telt 4123 inwoners (volkstelling 2010).